# Iwork
Iwork, i marknadsföringssammanhang skrivet iWork, är ett kontorspaket från Apple Inc. som innehåller ordbehandlaren Pages, presentationsprogrammet Keynote och kalkylprogrammet Numbers. Programmen som ingår i produktsviten kan också köpas var för sig, om man använder sig av Mac App Store (för datorer) eller App Store (för handhållna enheter). Kontorspaketet såväl som de enskilda programmen finns endast tillgängliga för operativsystemet Mac OS.
Pages är en ordbehandlare med layoutmöjligheter. Keynote är ett presentationsprogram där man kan skapa och presentera grafik. Numbers är ett kalkylprogram. Alla programmen levereras med flera färdiga mallar och är nära sammanknutna med Apples programsvit Ilife.
Senaste version som finns tillgänglig är Iwork '09, som uppdaterades under 2011. En senare version (Iwork '11) skulle släpps under hösten 2010, men man har ännu inte tillkännagivit ett datum för lanseringen.
När Iwork 09 lanserades släppte Apple samtidigt en betaversion av tjänsten Iwork.com. Denna tjänst gjorde det möjligt att ladda upp och dela sina Iwork-filer med andra. För att logga in på tjänsten krävs det att man har ett Apple-ID, samt programsviten Iwork. Tjänsten har aldrig släppts i skarp version och den 8 mars 2012 meddelade Apple att Iwork.com kommer att läggas ned den 31 juli 2012. I stället rekommenderar Apple molntjänsten Icloud, som förutom att ingå i Mac OS X Lion också finns tillgänglig för operativsystemen IOS och Microsoft Windows.